# Водолазний дзвін

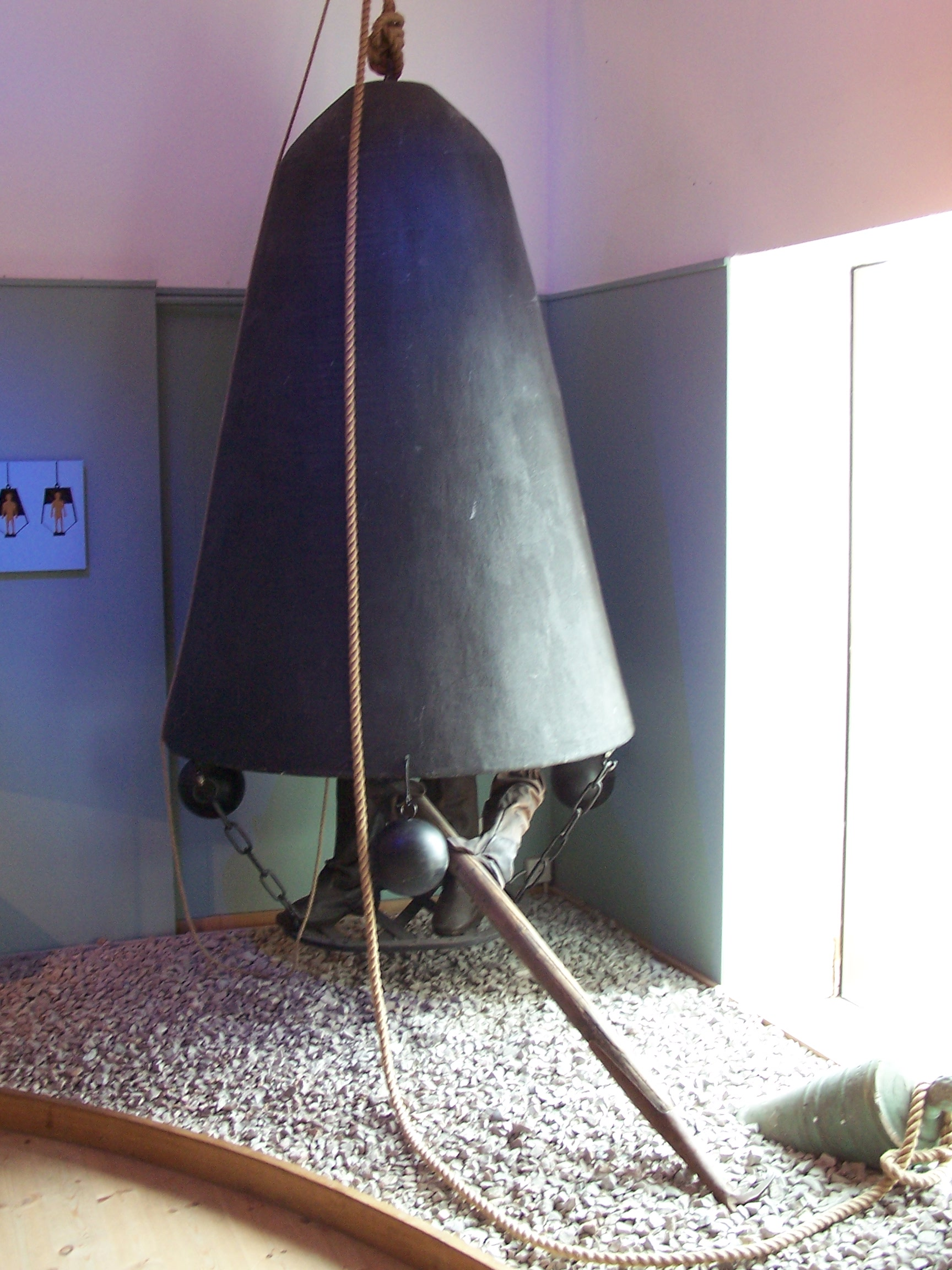
Водолазний дзвін

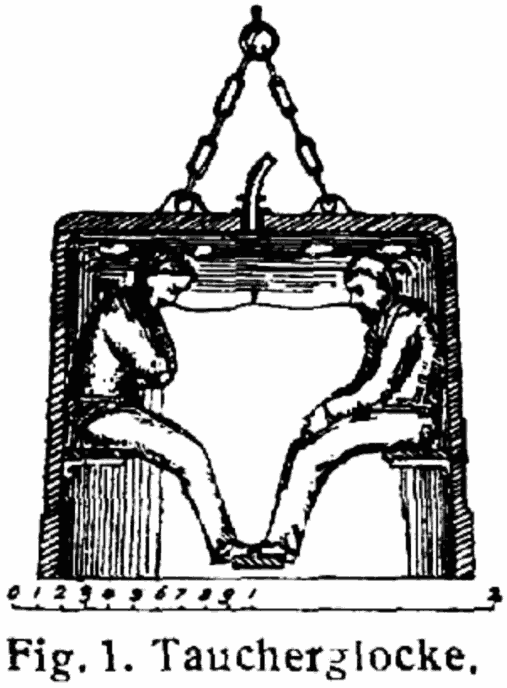
Схема водолазного дзвона

Водола́зний дзві́н — підводне пристосування для транспортування водолазів на глибину і назад на поверхню, має конструкцію з герметичної стелі та боків, при цьому немає підлоги
. Саме від конструктивної схожості цього пристосування зі звичайним дзвоном воно дістало назву «водолазний дзвін».
Водолазний дзвін відомий тим, що є першим в історії засобом, який давав змогу людям мати значні запаси повітря під водою. Ідея використовувати запаси повітря при пірнанні заволоділа пірнальниками ще в давнину. Ще приблизно 500 років до нашої ери Геродот писав про використання сучасниками водолазного апарату (імовірно водолазного дзвона), який тодішні пірнальники опускали на дно річки.
За свідченнями Арістотеля, що належать до четвертого століття до нашої ери, при облозі міста Тіра полководець Олександр Македонський опускався у водолазному дзвоні на дно. Це була перевернута посудина, що була наповнена повітрям. За свідченнями літописця, Олександр Македонський успішно виконав занурення в дзвоні й успішно опинився на суші, та із захопленням висловив здивування «божими дивами», які він бачив під водою. Правда, навіщо він опускався на дно — невідомо.
В 1531 або 1535 році Гульєльмо ді Лорена на озері поблизу міста Рима на глибині 22 метрів намагався знайти скарби із затонулих  галер . На думку деяких дослідників, запорозькі козаки могли використовувати перевернуті човни як підводні човни за принципом морського дзвона. Історично збереглися свідчення про так звані козацькі підводні човни, але їхня конструкція достеменно невідома.
У середині XVII століття шведські водолази під керівництвом Альбректа фон Трейлебена за допомогою водолазного дзвона зуміли підняти на поверхню понад 50 гармат із затонулого корабля Ваза
. Після цього водолазні дзвони з'явилися в багатьох країнах Європи.
Сучасні водолазні дзвони — це високотехнологічні підводні пристосування для тривалої роботи водолазів.